# Кушиново
Кушѝново или Кошиново (на гръцки: Πολύπετρο, Полипетро, катаревуса: Πολύπετρον, Полипетрон, до 1927 година Κοσίνοβο, Косиново), на турски Икизлер, е село в Гърция, Егейска Македония, дем Пеония в област Централна Македония.

## География
Селото е разположено на 100 m надморска височина в северозападния край на Солунското поле, югоизточно от Гумендже (Гумениса).

## История

### В Османската империя
В XIX век Кушиново е чисто българско село в Ениджевардарска каза на Османската империя. В църквата „Свети Димитър“ има икони на кулакийския зограф Ставракис Маргаритис, както и на Димитър Вангелов от Петрово. В 1848 година руският славист Виктор Григорович описва в „Очерк путешествия по Европейской Турции“ Косиново като българско село.
На австро-унгарската военна карта селото е отбелязано като Джедид Икизлер (Džedid Ikizler), на картата на Йоргос Кондоянис е отбелязано като Косиновон (Κοσίνοβον), християнско село.
Според Васил Кънчов („Македония. Етнография и статистика“) в 1900 година Кушиново (Икизлеръ) има 130 жители българи християни.
Цялото село е под върховенството на Българската екзархия. По данни на секретаря на екзархията Димитър Мишев („La Macédoine et sa Population Chrétienne“) в 1905 година в Кушиново (Kouchinovo) има 288 българи екзархисти.
След Младотурската революция в 1909 година жителите на селото (Кошиново) изпращат следната телеграма до Отоманския парламент:
| „ | В селото ни има 21 къщи български, а гъркомански само 10. Допреди 25 дни извършвахме черковните си обреди в селската черква, но преди две седмици правителството я отне от нашите ръце и я предаде на гъркоманите, макар те да са малцинство, а след 15-дневно служене от тяхна страна черквата се затвори и сега е съвършено затворена. Молим да направите потребното, за да се отвори черквата. От името на българското население кмет Мичо, член Андон. | “ |

Според данни на кукушкия околийски училищен инспектор Никола Хърлев през 1909 година в Кушиново има назначен от Екзархията български учител, но властите не допускат отварянето на българско училище поради статуквото.
По данни на Екзархията в 1910 година Кушиново има 24 семейства, 121 жители българи и една черква.
В 1910 година Халкиопулос пише, че в селото (Κασίνοβον) има 180 патриаршисти и 60 екзархисти.

### В Гърция
След Междусъюзническата война в 1913 година селото попада в Гърция. В 1912 година е регистрирано като селище с християнска религия и „македонски“ език. Преброяването в 1913 година показва Кусиново или Икизлер (Κουσίνοβο, Ικιζλέρ) като село със 120 мъже и 114 жени. Боривое Милоевич пише в 1921 година („Южна Македония“), че Кошиново има 15 къщи славяни християни.
От 24 български семейства към 1912 година до 1928 година в България се изселват 20 семейства или 137 души и в селото остават 4 български семейства. В 1926 година името на селото е променено на Полипетро. На мястото на изселилите се българи са настанени бежанци от малоазиатското село Къздервент. Ликвидирани са 26 имота на жители, преселили се в България. В 1928 година Кошиново е представено като смесено местно-бежанско село с 42 бежански семейства и 168 жители бежанци. Според статистиката на НОФ от 1947 година в селото има 200 славяноговорещи жители.
Селото традиционно произвежда предимно пшеница, тютюн и грозде.
| Име         | Име          | Ново име    | Ново име    | Описание                             |
| ----------- | ------------ | ----------- | ----------- | ------------------------------------ |
| Кушиново    | Κοσίνοβον    | Анифоро     | Άνήφορο     | възвишение на СИ от Кушиново (141 m) |
| Кавак Чешме | Καβάκ Τσεσμέ | Левковриси  | Λευκόβρυση  | река на И от Кушиново                |
| Коджадере   | Κοτζά Ντερέ  | Мегало Рема | Μεγάλο Ρέμα | река на С от Кушиново                |
| Бидалмаш    | Μπιντάλμας   | Авитистон   | Άβύθιστον   | местност на С от Кушиново            |

| Година    | 1913 | 1920 | 1928 | 1940 | 1951 | 1961 | 1971 | 1981 | 1991 | 2001 | 2011 | 2021 |
| --------- | ---- | ---- | ---- | ---- | ---- | ---- | ---- | ---- | ---- | ---- | ---- | ---- |
| Население | 234  | 206  | 393  | 499  | 512  | 576  | 586  | 561  | 489  | 557  | 425  | 374  |

## Личности
Родени в Кушиново
- Георги Иванов Русев – Божко (6 май 1922 - 4 юни 1944), преселва се с родителите си в Пловдив, член на РМС от 1939 година, на 23 август 1943 година става партизанин в отряд „Антон Иванов“, през зимата на 1943 – 1944 година е партизанин в диверсионната чета, действаща в района на Свети Спас,[21][22] загинал на 4 юни 1944 година в местността Копривките[23]
- Ичко Кушински, български революционер от ВМОРО[24]

Починали в Кушиново
- Иван Летата (? – 1905), четник при Апостол войвода[25]